# 何海藍
何海藍（ホホイナム、Leecat Ho（リーケット　ホ））は、香港のテレビ監督、CMディレクター、写真家である。

## 入賞作品
黑色中的光景 Blind Vision (2013)
- 第19回IFVAアワード（アニメーション特別賞）香港IFVAアニメーション特別賞[1]
- HKICTアワード2015最優秀アニメーション（GOLD）および最優秀脚本賞[2]

- TBS DIGICON6大賞入賞 / Digicon6 Award (Japan) (Animation Finalist)[3]

- キングボン・ニューメディア・ショーツ・フェスティバル（アニメーションファイナリスト）

- Short Film Gallery of the FILMART 2016

- ファンタスティックフィルム（韓国）2015

- 台中国際アニメーション映画祭2015[1]

- 2015年クレルモンフェラン国際短編映画祭（フランス）2015

《盛放永恆的陽光》 Eternal Sunshine 2012 (6’06”) 
- 2014アジアティカ映画祭、イタリア（ローマ）アジアティカ映画祭上映作[5]

- 2013 カンヌ映画祭-短編映画コーナー－カンヌ映画祭短編映画コーナーファイナリスト[5]

- 2012 香港ジャンプフレーム国際ダンスビデオフェスティバル出展[5]

Just Another Day in Central (2’00”) 
- 2011年ジャンプフレームダンスビデオ得奬作品 (Winner of 2011 Jumping Frame Dance Video)

- 上映作（2012）：イタリアのフィレンツェ、24〜25.4 /イタリアのローマ、26〜27.4 /イタリアのナポリ、28.4
- 上映作（2012）：20-22.7中国北京/ 27.9-7.10香港中国/ 16-18.11中国広州

想見您 (2007) (顏卓靈主演)
- フレッシュウェーブオープングループファイナリスト[6] / 香港国際映画祭

TVB J2 北京奧運宣傳片 Olympic Game (Beijing) Promo
- PROMAXアジア賞2008

The Story of Angel (2015)
- シンガポールCGオーバードライブカンファレンス2006アジアのベスト15アニメーション
- 2007第1回チャン・コオシン賞、若手コミュニケーター志望者賞（クリエイティブオーディオビジュアルプロダクション部門）

Blank Space (2015) (プロデュース作品)
- 第2回マイクロフィルム「創作＋創作」支援事業（音楽）[7]